# Punch Pubs
Punch Pubs anciennement Punch Taverns est une entreprise britannique de pub,  ayant fait partie de l'indice FTSE 100.

## Historique
En décembre 2016, Heineken annonce l'acquisition avec Patron Capital de Punch Taverns, une entreprise britannique de pubs pour 403 millions de livres. D'après cet accord, les bars de Punch Taverns seront scindés entre Heineken et Patron Capital, le premier en recevant 1 900 et le second 1 300. Heineken possède de nombreux pubs au Royaume-Uni depuis le rachat de Scottish & Newcastle.
En décembre 2021, Fortress Investment Group annonce l'acquisition de Punch Pubs pour un montant non dévoilé à un autre fonds d'investissement, Patron Capital Partners.